# Lijst van personen overleden in december 2024
Dit is een lijst van bekende personen die zijn overleden in december 2024.

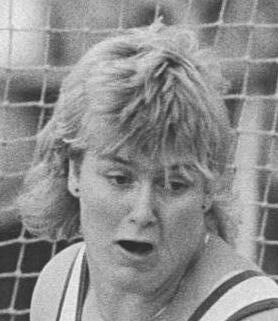
Ilke Wyludda
1 december

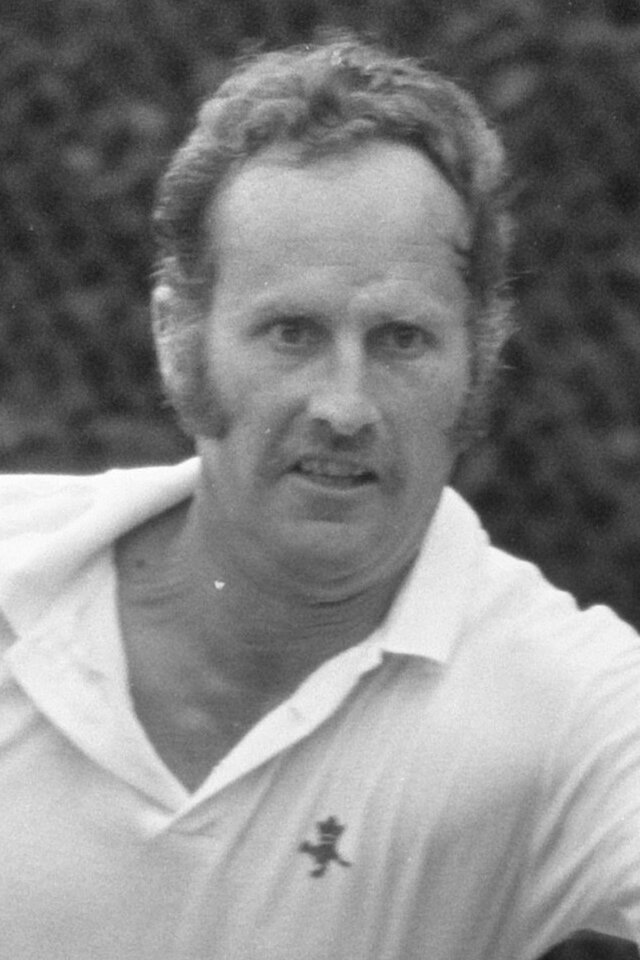
Neale Fraser
2 december

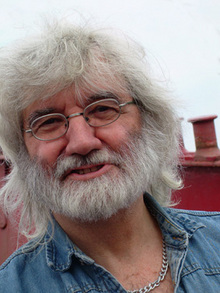
Paul van Gelder
2 december

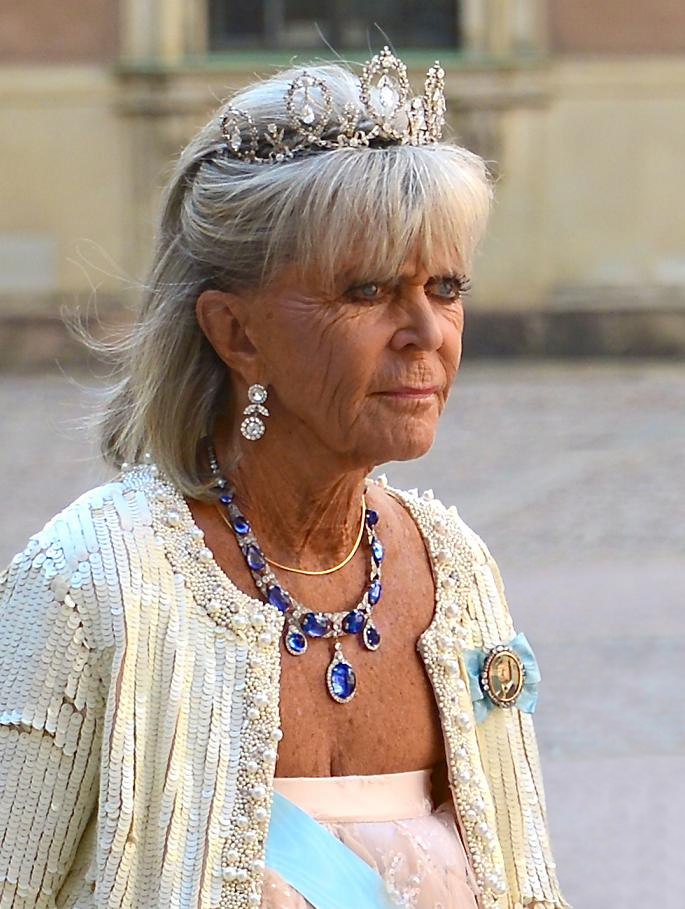
Birgitta van Zweden
4 december

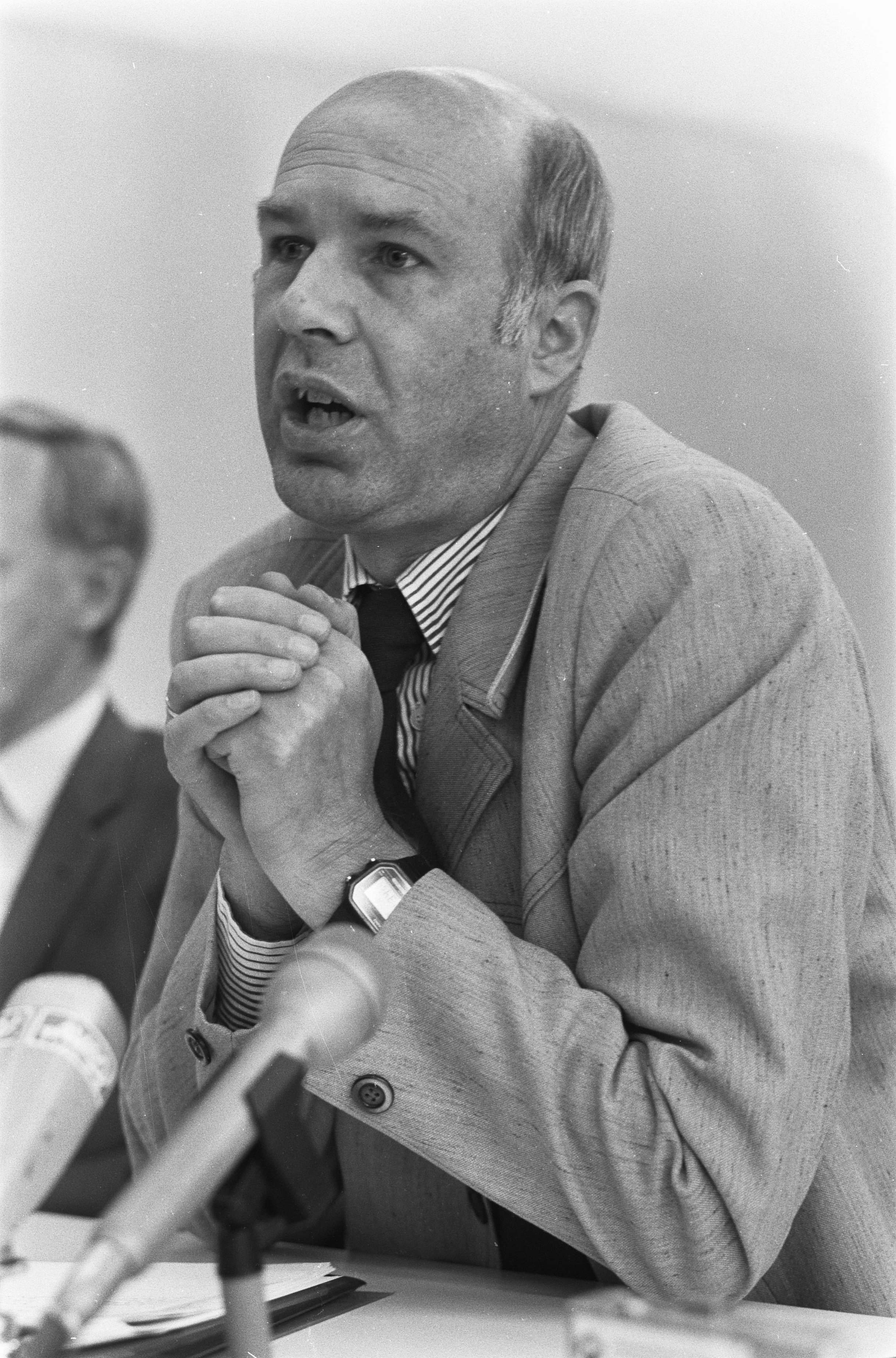
Erwin Nypels
8 december

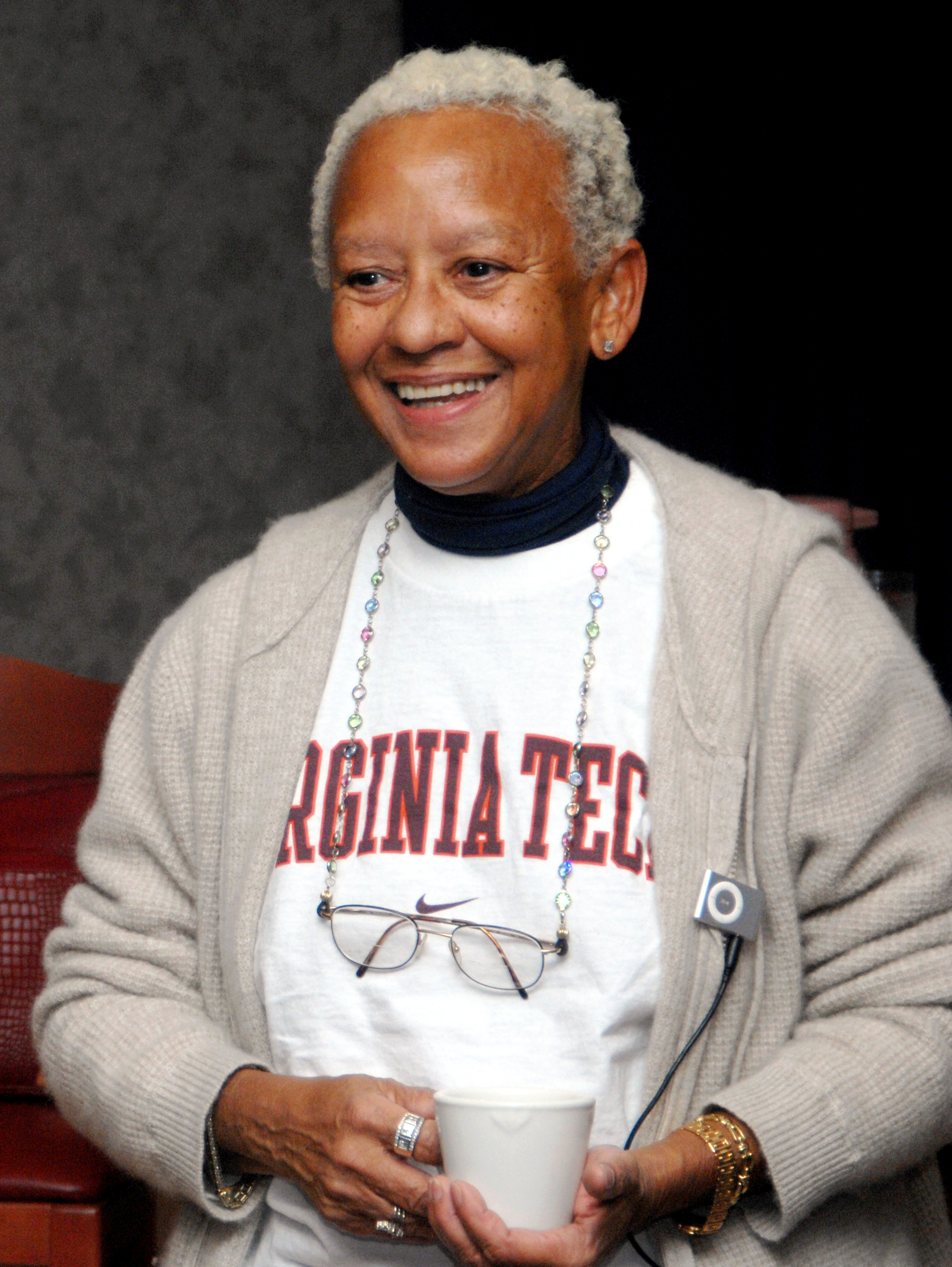
Nikki Giovanni
9 december

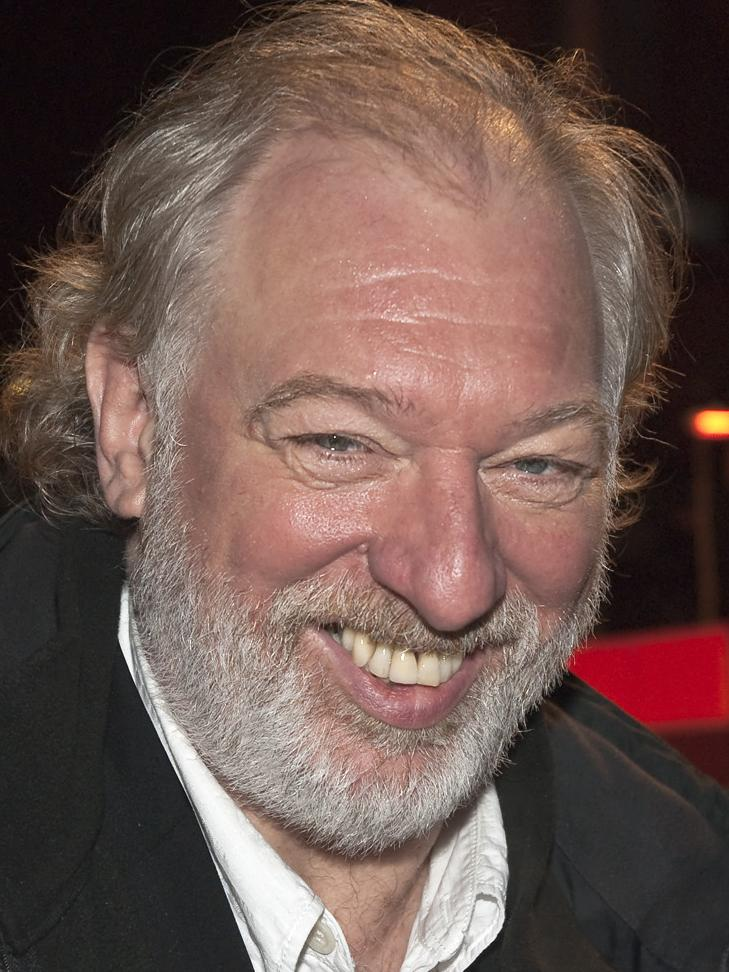
Wolfgang Becker
12 december

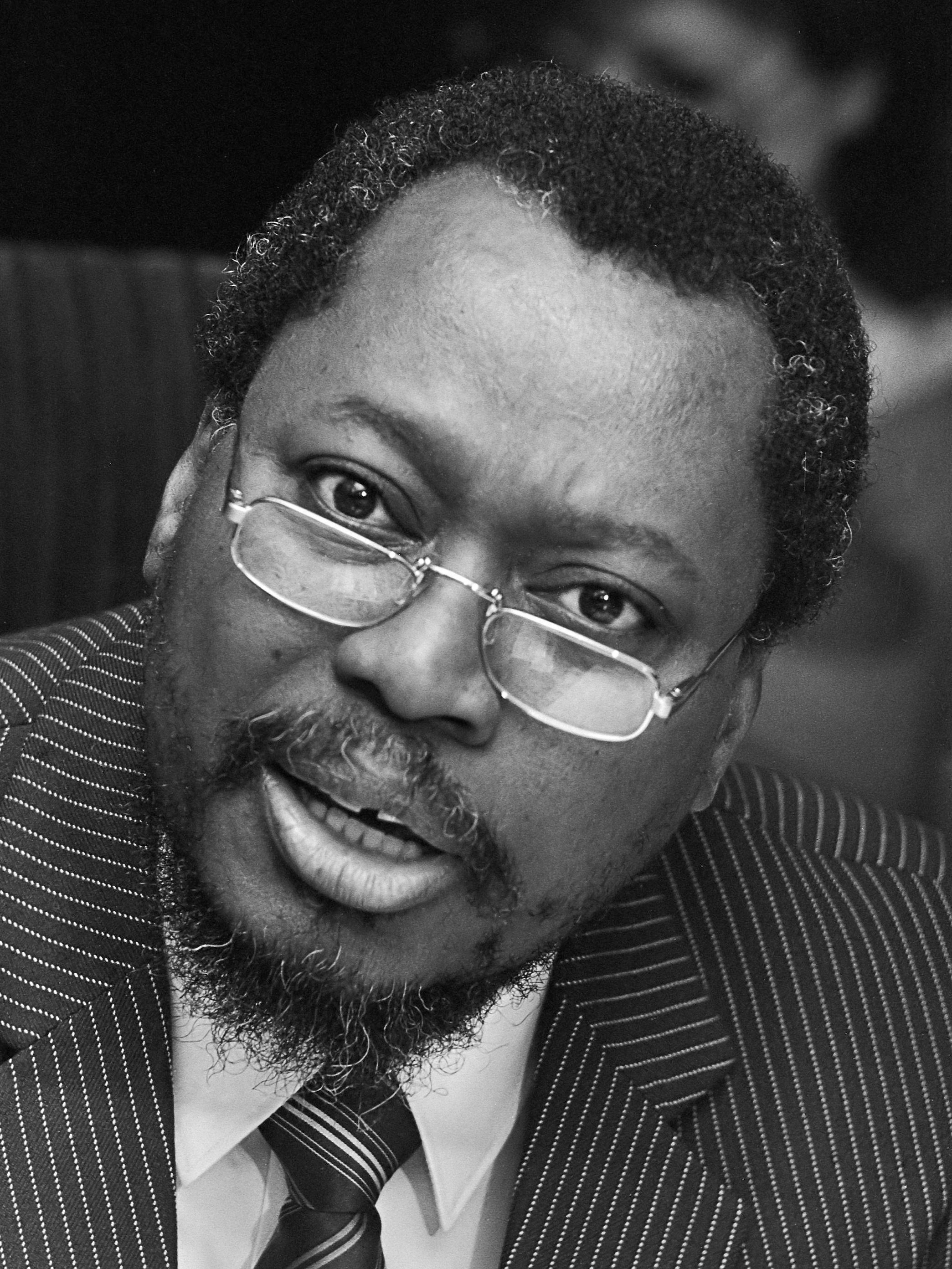
Henk Herrenberg
13 december

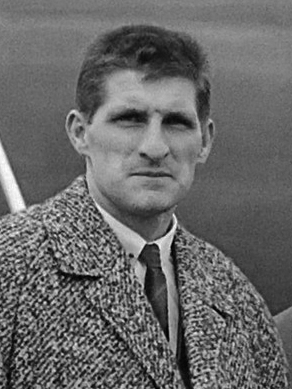
Frans Körver
14 december

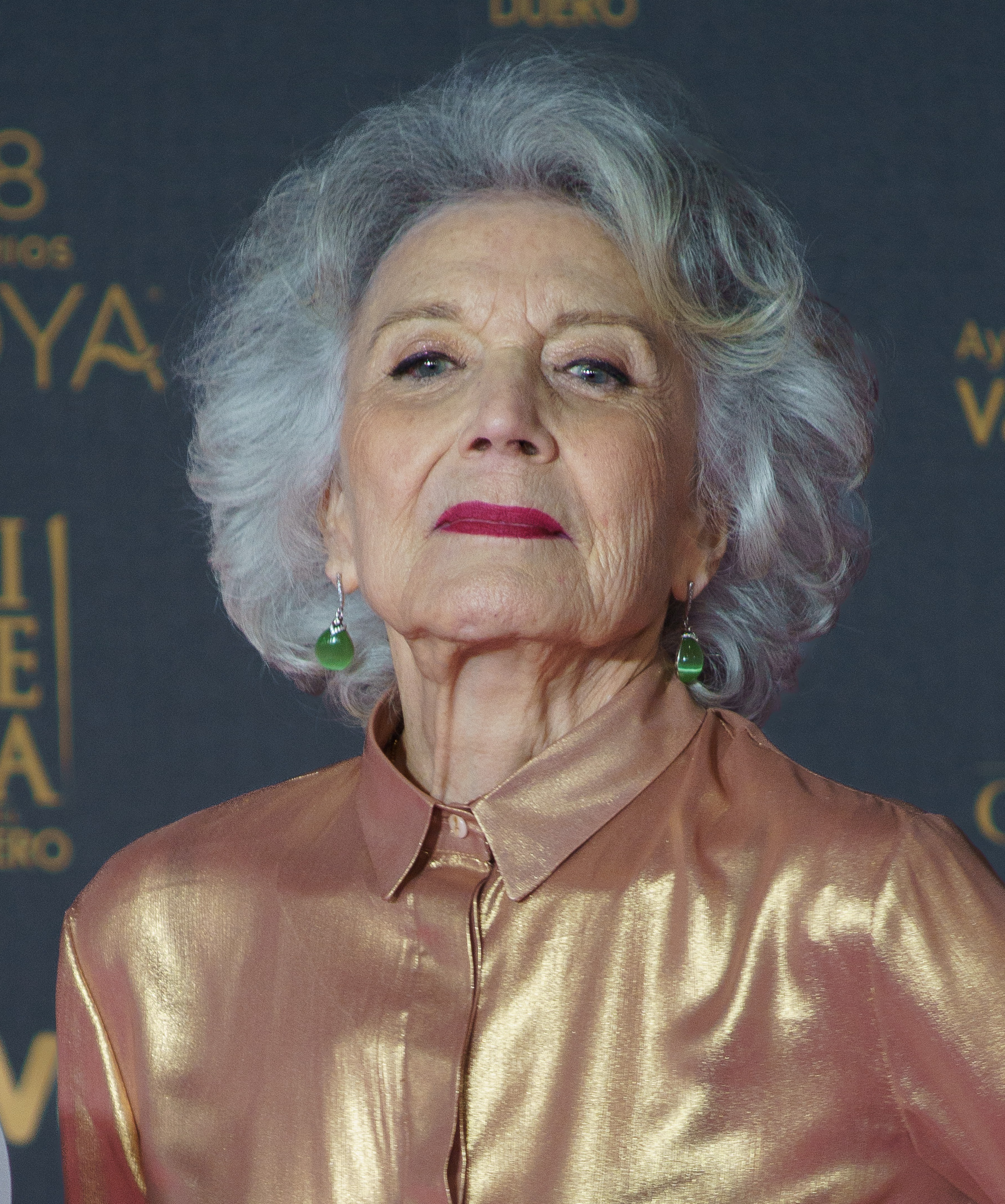
Marisa Paredes
17 december

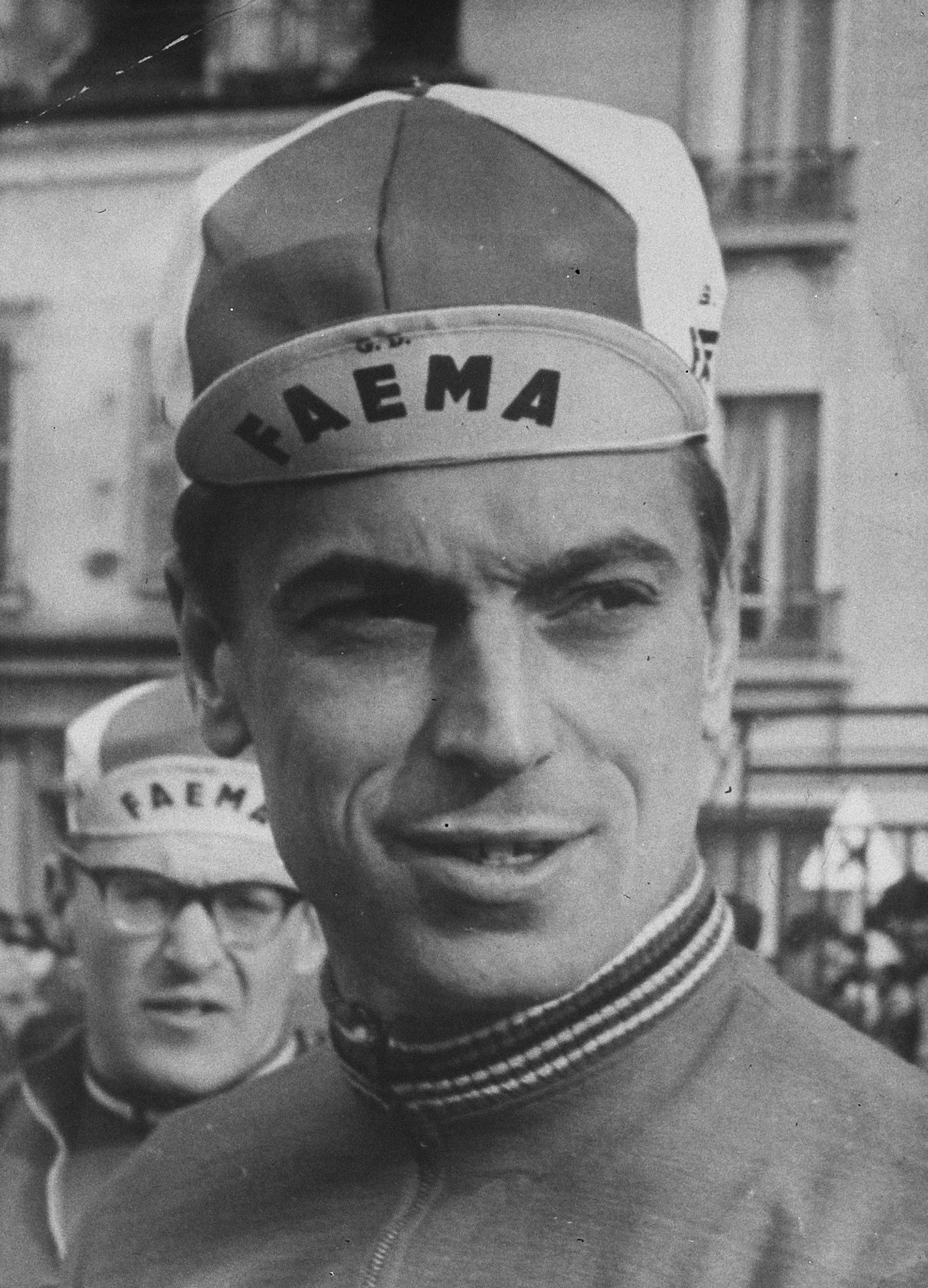
Rik Van Looy
17 december

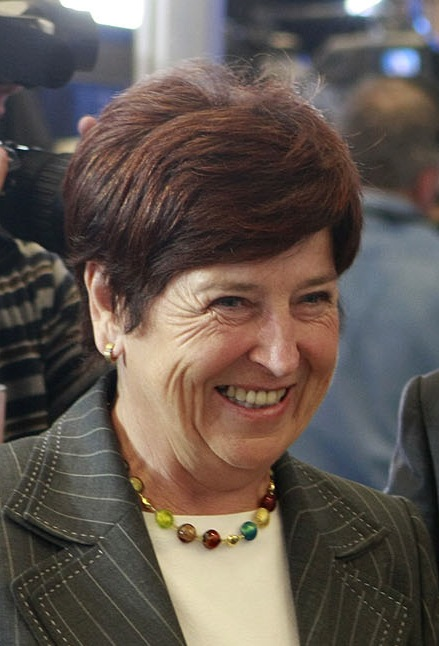
Miet Smet
19 december

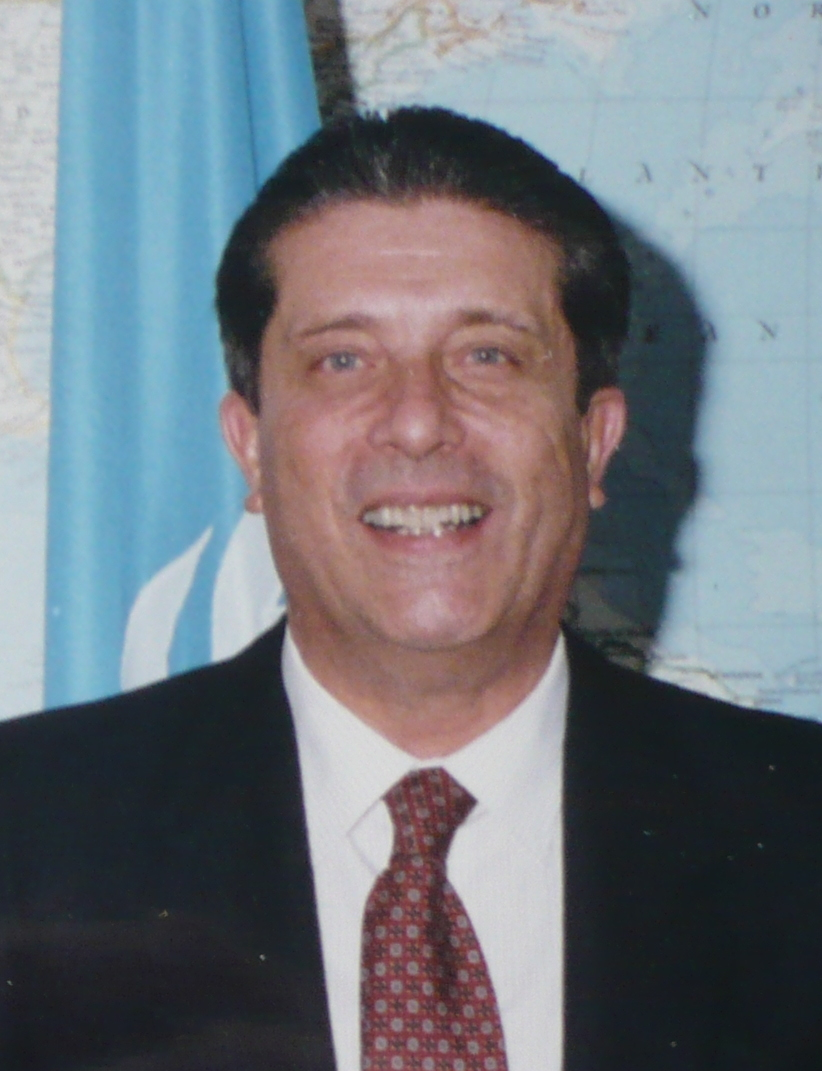
Federico Mayor Zaragoza
19 december

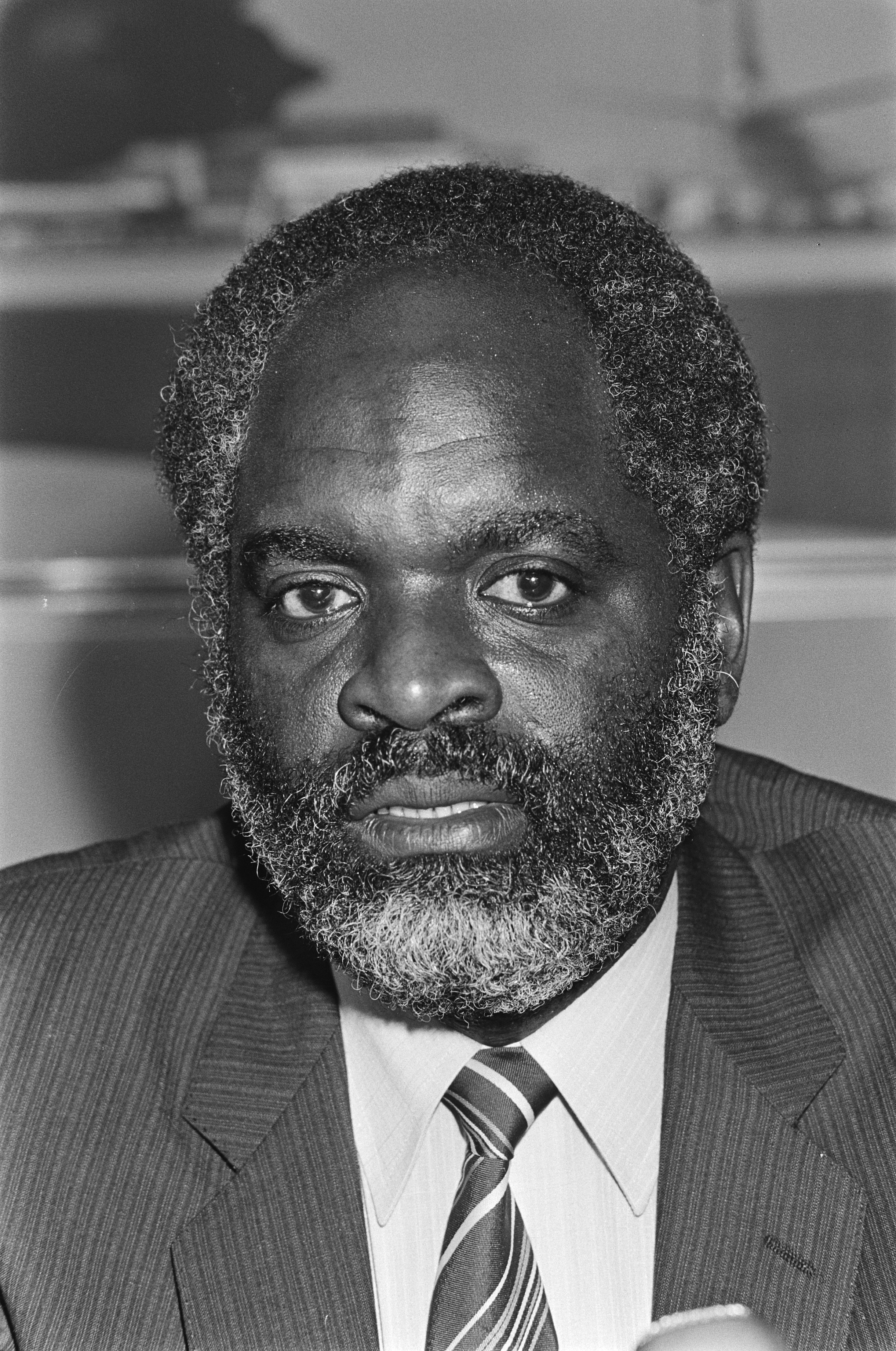
Don Martina
21 december

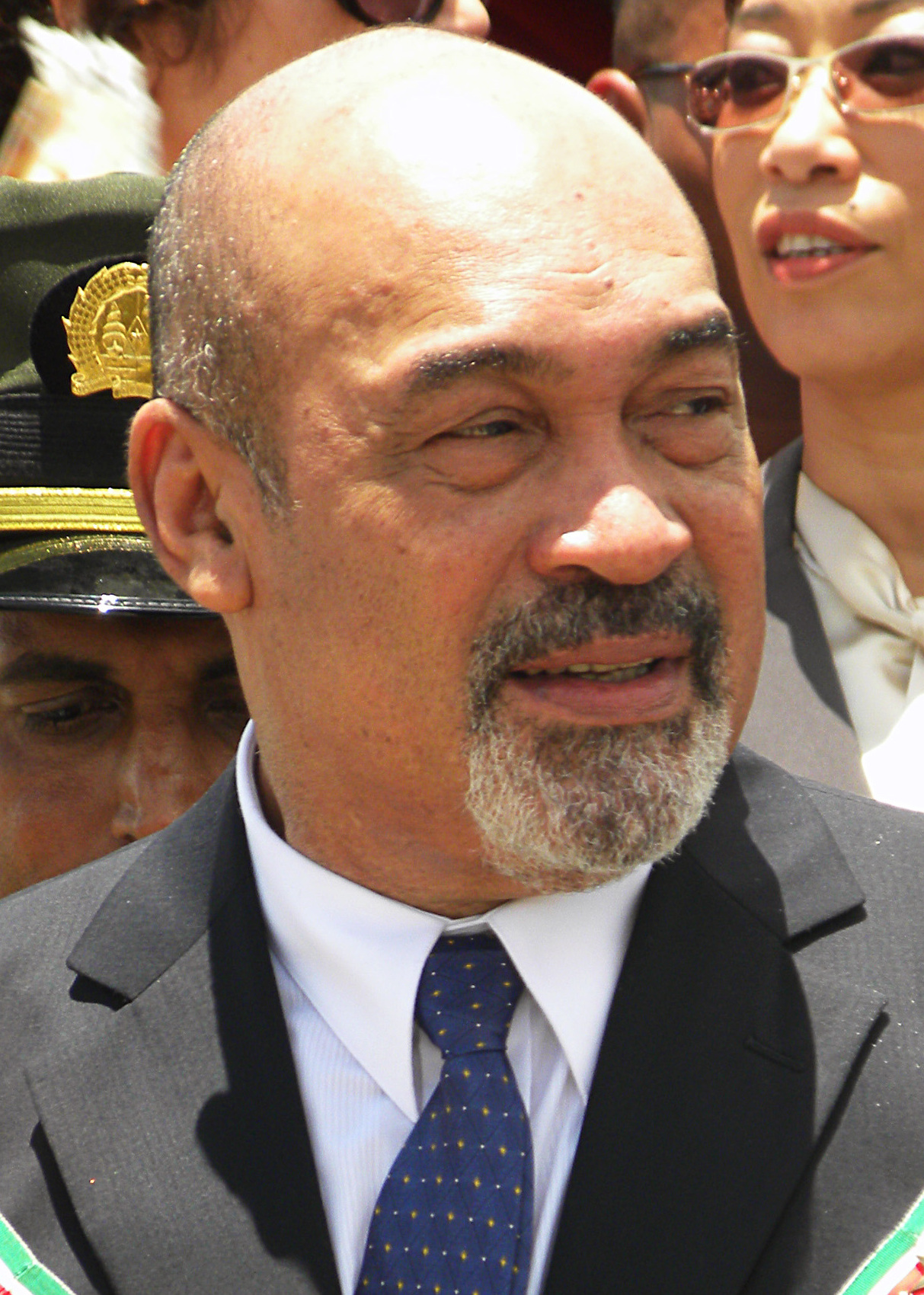
Desi Bouterse
23 december

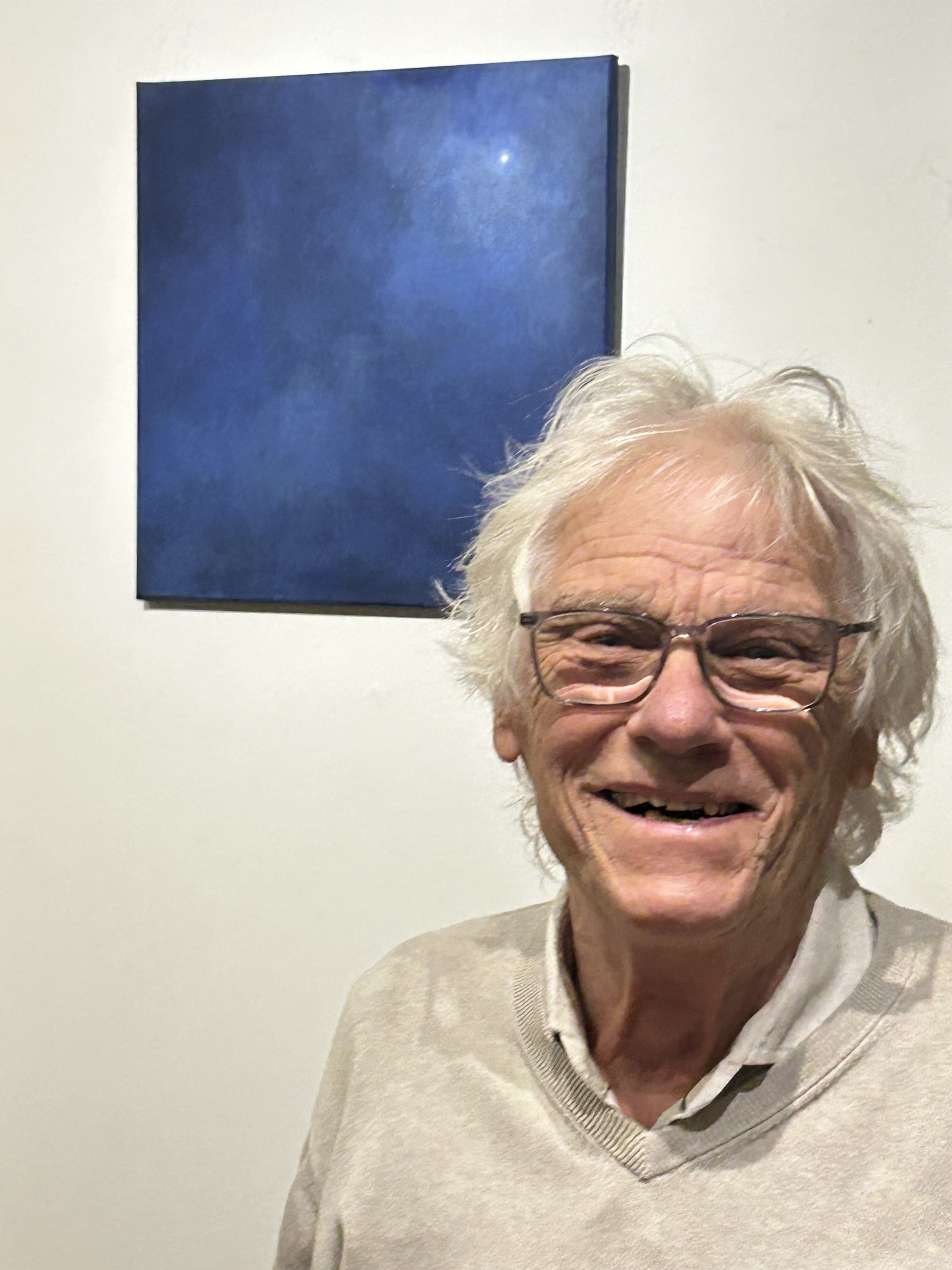
Fons Roggeman
24 december

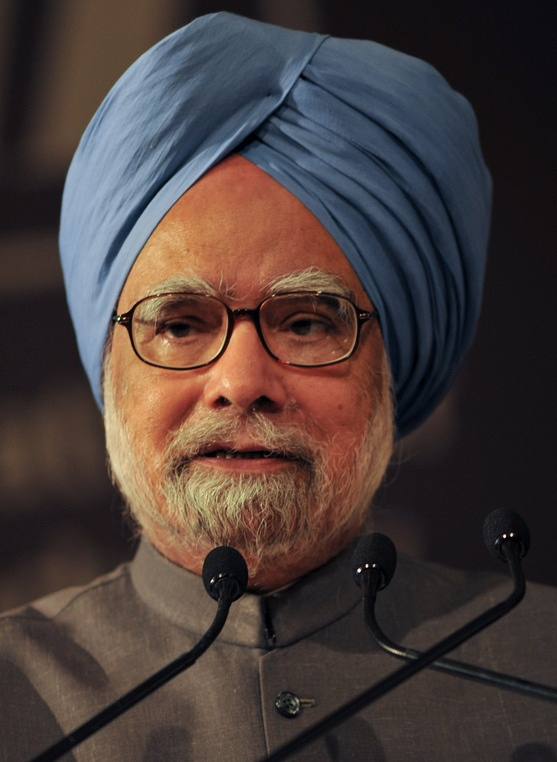
Manmohan Singh
26 december

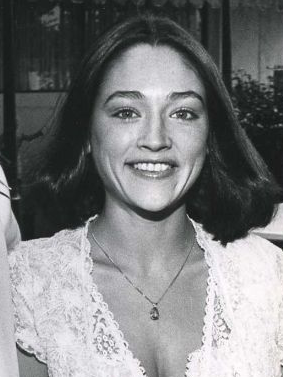
Olivia Hussey
27 december

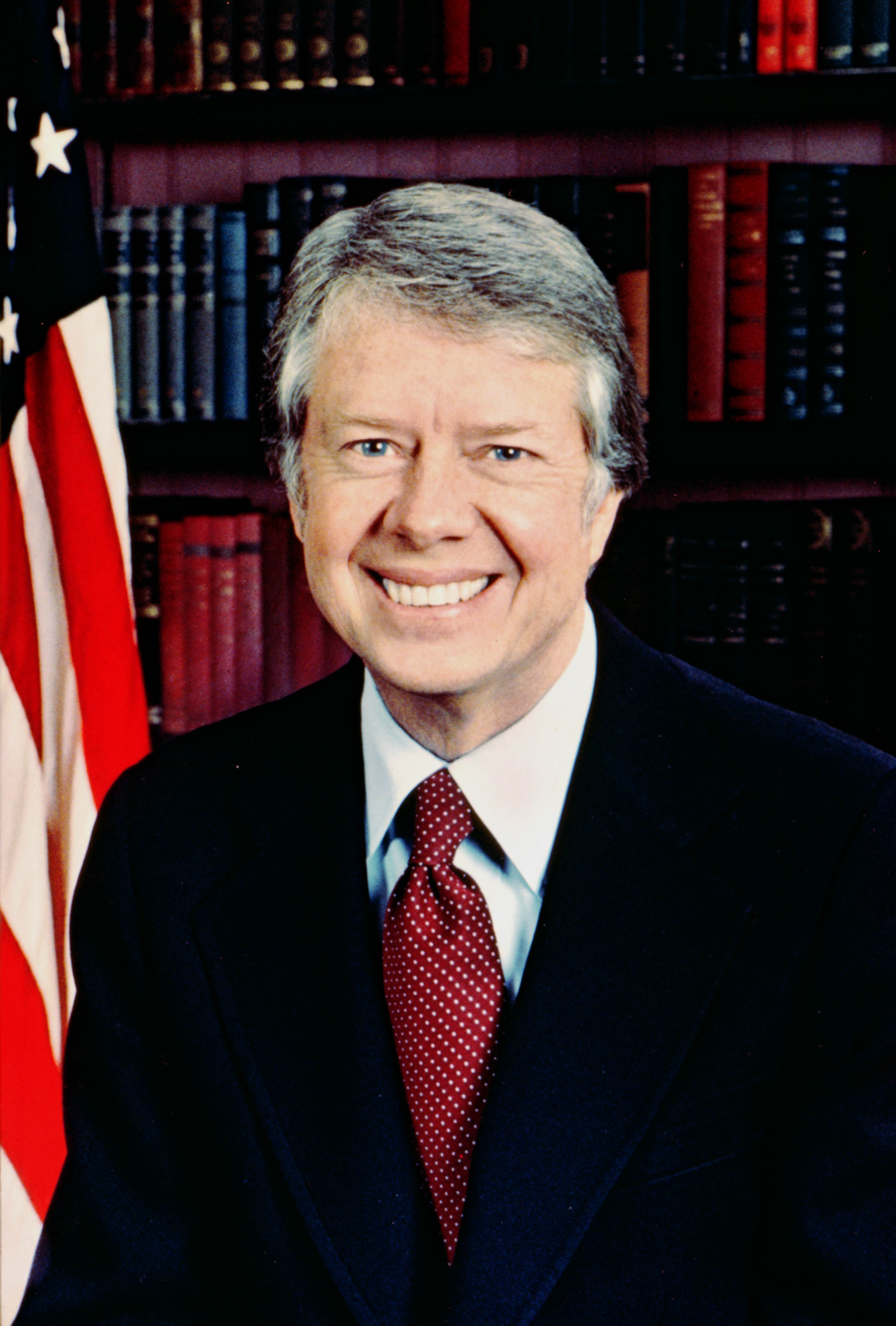
Jimmy Carter
29 december

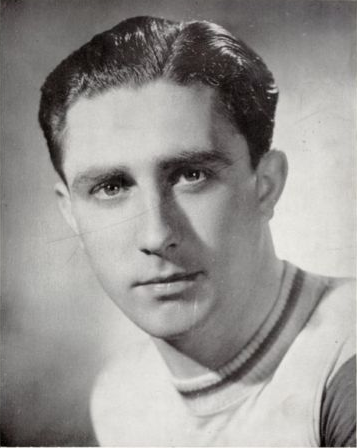
Émile Idée
30 december

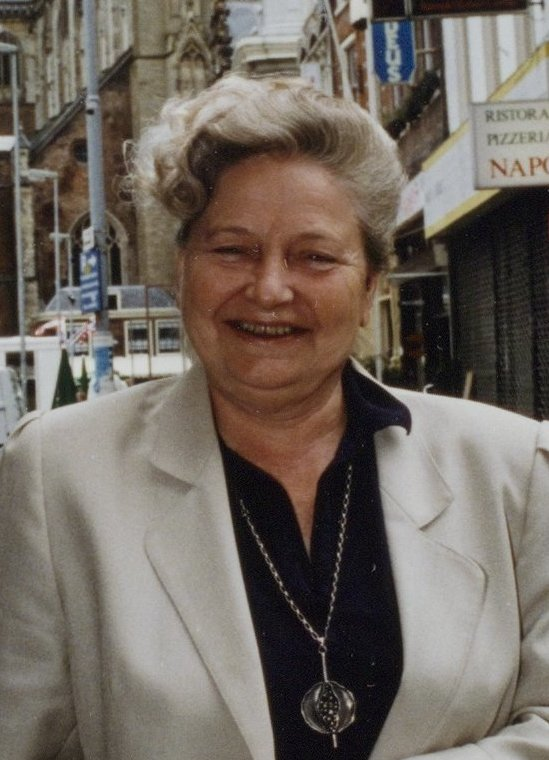
Elizabeth Schmitz
31 december

| 1 | 2 | 3 | 4 | 5 | 6 | 7 | 8 | 9 | 10 | 11 | 12 | 13 | 14 | 15 | 16 | 17 | 18 | 19 | 20 | 21 | 22 | 23 | 24 | 25 | 26 | 27 | 28 | 29 | 30 | 31 |
| - | - | - | - | - | - | - | - | - | -- | -- | -- | -- | -- | -- | -- | -- | -- | -- | -- | -- | -- | -- | -- | -- | -- | -- | -- | -- | -- | -- |

### 1 december
- Niels Arestrup (75), Frans-Deens acteur, scenarioschrijver en filmproducent[1]
- Terry Griffiths (77), Brits snookerspeler[2]
- Samantha Lawrence (55), Brits zangeres[3]
- Ilke Wyludda (55), Duits discuswerpster[4]

### 2 december
- Lucjan Brychczy (90), Pools voetballer en voetbaltrainer[5]
- Helmut Duckadam (65), Roemeens voetballer[6]
- Sam Fox (95), Amerikaans zakenman en ambassadeur[7]
- Neale Fraser (91), Australisch tennisser[8]
- Paul van Gelder (77), Nederlands diskjockey[9]
- Harald Hudak (67), Duits atleet[10]
- Paul Maslansky (91), Amerikaans filmproducer[11]
- Tinus Naber (88), Nederlands paardenfokker[12][13]
- Debbie Nelson (69), Amerikaans auteur[14]
- Israel Vásquez (46), Mexicaans bokser[15]

### 3 december
- Jan Bloukaas (25), Zuid-Afrikaans zanger[16]
- Inge Boulonois (79), Nederlands dichter en schilder[17]
- Hans van Leeuwen (92), Nederlands natuurkundige[18]
- Ecaterina Oancia (70), Roemeens roeister[19]
- Minny Luimstra-Albeda (89), Nederlands politica[20]

### 4 december
- Jack Hoogland (78), Nederlands voetballer[21]
- Rafael Nieto Navia (86), Colombiaans diplomaat[22]
- Péter Rózsás (81), Hongaars tafeltennisser[23]
- Hugo Verbrugh (87), Nederlands arts, filosoof en docent geneeskunde[24]
- Birgitta van Zweden (87), Zweeds prinses[25]

### 5 december
- Thom Christopher (84), Amerikaans acteur[26]
- Frederik Finisie (66), Surinaams politicus[27]
- Paolo Pillitteri (84), Italiaans burgemeester[28]
- Jacques Roubaud (92), Frans schrijver, dichter en wiskundige[29]
- Jan Schmeitz (71), Nederlands journalist[30]

### 6 december
- Vitali Dirdira (86), Sovjet-Oekraïens zeiler[31]
- Leunus van Lieren (71), Nederlands dressuurpaardentrainer en -fokker[32]
- Dickie Rock (88), Iers zanger[33]
- Edwin Ysebaert (64), Belgisch radio- en televisiepresentator[34][35]

### 7 december
- Jevgeni Alejnikov (57), Russisch sportschutter[36]
- Engbert Gruben (81), Nederlands presentator[37]
- Orlando Rossardi (86), Cubaans dichter en schrijver[38]
- Josif Vitebski (86), Sovjet-Oekraïens schermer[39]

### 8 december
- Henk Blok (102), Nederlands volleybalcoach[40]
- Dirk Demets (74), Belgisch voetballer[41]
- Şerif Gören (80), Turks filmregisseur[42]
- Jill Jacobson (70), Amerikaans actrice[43]
- Mark Langaman (Mark Lassoe) (42), Surinaams-inheems cultuurdrager[44]
- Erwin Nypels (91), Nederlands politicus[45]
- Jan Segers (95), Belgisch componist, muziekpedagoog, dirigent, klarinettist, saxofonist en redacteur[46]

### 9 december
- Terry Davis (86), Brits politicus[47]
- Valère Depoorter (94), Belgisch burgemeester[48]
- Nikki Giovanni (81), Amerikaans dichter, schrijver, commentator en activist[49]
- Gerd Heidemann (93), Duits oorlogsjournalist[50]
- Ruut Veenhoven (82), Nederlands socioloog en hoogleraar[51]
- Arnold Yarrow (104), Brits acteur, screenwriter en romanschrijver[52]

### 10 december
- Joseph Arens (72), Belgisch politicus[53]
- Michael Cole (84), Amerikaans acteur[54]
- Albien Van Holsbeeck (78), Belgisch atleet en politicus[55][56]
- Lode Wils (95), Belgisch historicus en hoogleraar[57]

### 11 december
- Corinne Allal (69), Israëlisch rockzangeres, componiste en muziekproducente[58]
- Hannes Androsch (86), Oostenrijks ondernemer en politicus[59]
- Sandrino Castec (64), Chileens voetballer[60]
- Michio Mamiya (95), Japans componist en muziekpedagoog[61]

### 12 december
- Adolovni Acosta (77-78), Filipijns pianiste[62]
- Wolfgang Becker (70), Duits filmregisseur[63]
- Annelie Botes (Annelie Basson) (67), Zuid-Afrikaans schrijfster[64]
- Alain Pompidou (82), Frans wetenschapper en politicus[65]
- Jaap Ramaker (85), Nederlands ambassadeur[66]
- Tommy Robb (90), Brits motorcoureur[67]
- Martial Solal (97), Frans jazzpianist, componist en dirigent[68]
- Pim Wiersinga (70), Nederlands schrijver[69]

### 13 december
- Diane Delano (67), Amerikaans actrice[70]
- Jon Camp (75), Brits basgitarist en zanger[71]
- Henk Herrenberg (86), Surinaams politicus en diplomaat[72]
- Eric Jonckheere (66), Belgisch voorzitter en asbestactivist[73]
- Bill Kelly (74), Amerikaans zanger en gitarist[74]

### 14 december
- Isak Andic (71), Turks-Spaans zakenman[75]
- Jacques Bloch (96), Belgisch ondernemer[76]
- Frans Körver (87), Nederlands voetballer en voetbaltrainer[77]
- Let de Stigter-Huising (94), Nederlands politica[78]
- Josef Taus (91), Oostenrijks politicus[79]
- Jan Zoet (66), Nederlands schouwburgdirecteur[80]

### 15 december
- Jaime Córdoba (74), Curaçaos politicus[81]
- Emmy Eerdmans (93), Nederlands schilderes, tekenares en beeldhouwster[82]
- Leendert de Jong (72), Nederlands journalist[83]

### 16 december
- Anita Bryant (84), Amerikaans zangeres en antihomoactiviste[84]
- Wittekind zu Waldeck und Pyrmont (88), Duits prins[85]

### 17 december
- Alfa Anderson (78), Amerikaans zangeres[86]
- Hans Biezen (77), Nederlands fotograaf[87][88]
- Guido Henderickx (82), Belgisch filmregisseur[89][90]
- William Labov (97), Amerikaans taalkundige[91]
- Marcel Marnat (91), Frans musicoloog, journalist en radioproducent[92]
- Marisa Paredes (78), Spaans actrice[93]
- Colin Tilney (91), Brits klavecinist en muziekpedagoog[94]
- Rik Van Looy (90), Belgisch wielrenner[95]

### 18 december
- Didi Constantini (69), Oostenrijks voetballer en voetbalbondscoach[96]
- Slim Dunlap (73), Amerikaans gitarist[97]
- Steve Lewinson (60), Brits gitarist[98]
- Fred Lorenzen (89), Amerikaans autocoureur[99]
- John Marsden (74), Australisch schrijver[100]
- Klaus Wolfermann (78), Duits atleet[101]

### 19 december
- Erik Brus (60), Nederlands schrijver[102][103]
- Gaboro (Ninos Moses Khouri) (23), Zweeds rapper[104]
- Robert Paul (87), Canadees kunstschaatser[105]
- Henk de Roo (69), Nederlands zanger[106]
- Kirsten Simone (90), Deens balletdanseres[107]
- Miet Smet (81), Belgisch politica[108]
- Emiel Vermeir (85), Belgisch persfotograaf[109][110]
- Federico Mayor Zaragoza (90), Spaans wetenschapper, politicus, diplomaat en dichter[111]

### 20 december
- Sugar Pie DeSanto (89), Amerikaans zangeres[112]
- George Eastham (88), Engels voetballer[113]
- Rickey Henderson (65), Amerikaans baseballspeler[114]
- Herman Magnus (88), Belgisch burgemeester[115][116]
- Kurt Laurenz Metzler (83), Zwitsers beeldhouwer[117]
- Rey Misterio Sr. (Miguel Ángel López Díaz) (66), Mexicaans professioneel worstelaar[118]

### 21 december
- Art Evans (82), Amerikaans acteur[119]
- Elsbeth Gerritsen (53), Nederlands operazangeres[120]
- Hannelore Hoger (83), Duits actrice[121]
- Don Martina (89), Curaçaos politicus[122]
- Hudson Meek (16), Amerikaans jeugdacteur[123]
- Willy Meysmans (94), Belgisch beeldhouwer[124][125]

### 22 december
- Edoeard Koeznestsov (85), Russisch-Israëlisch dissident, journalist en schrijver[126]
- Jeroen Krom (53), Nederlands diskjockey en muziekproducent[127]
- Dieter Lindner (85), Duits voetballer[128]

### 23 december
- Pierre Beaufays (81), Belgisch politicus[129]
- Shyam Benegal (90), Indiaas filmregisseur[130]
- Desi Bouterse (79), Surinaams legerleider en president[131][132]
- Sophie Hediger (26), Zwitsers snowboardster[133]
- Angus MacInnes (77), Canadees acteur[134]

### 24 december
- Nils Egil Aaness (88), Noors langebaanschaatser[135]
- Claudia Baccarini (114), Italiaans supereeuweling[136]
- Pascal Hervé (60), Frans wielrenner[137]
- Jan Keja (87), Nederlands televisieregisseur[138]
- Richard Perry (82), Amerikaans platenproducent[139]
- Tieleman van Rijnberk (93), Nederlands persfotograaf[140]
- Fons Roggeman (85), Belgisch kunstschilder[141]

### 25 december
- Britt Allcroft (Hillary Mary Alcroft) (81), Brits onderneemster[142]
- René Roelens (93), Belgisch burgemeester[143]
- Osamu Suzuki (94), Japans ondernemer[144]

### 26 december
- Dick Capri (Richard Crupi) (93), Amerikaans acteur en komiek[145]
- John B. Cobb (99), Amerikaans theoloog, filosoof en ecologist[146]
- Jan Plesman (79), Nederlands piloot[147]
- Manmohan Singh (92), Indiaas politicus en econoom[148]

### 27 december
- Paul Bamba (35), Puerto Ricaans bokser[149]
- Dayle Haddon (76), Canadees model en actrice[150]
- Wilhelm Hellweg (85), Nederlands musicus, producer, klankregisseur en opnameleider[151]
- Olivia Hussey (73), Argentijns-Brits actrice[152]
- Svetozar Šapurić (64), Servisch voetballer[153]
- Lex Scholten (70), Nederlands politicus[154]
- Charles Shyer (83), Amerikaans filmregisseur en scenarioschrijver[155]

### 28 december
- Henk Bruysten (78), Nederlands gitarist[156]
- Bendiks Cazemier (93), Nederlands burgemeester[157]
- Martin Karplus (94) Oostenrijks-Amerikaans theoretisch scheikundige en Nobelprijswinnaar[158]
- Emile Lejeune (86), Belgisch voetballer[159]
- Barre Phillips (90), Amerikaans jazzcontrabassist[160]
- Peter Vail (94), Amerikaans geoloog en geofysicus[161]

### 29 december
- Aleksej Boegajev (43), Russisch voetballer[162][163]
- Jimmy Carter (100), president van de Verenigde Staten en Nobelprijswinnaar[164]
- Tomiko Itooka (116), Japans supereeuweling[165]
- Linda Lavin (87), Amerikaans zangeres en actrice[166]
- Dada Masilo (39) Zuid-Afrikaans balletdanseres en choreografe[167]
- Rutger van Mazijk (90), Nederlands organist[168]
- Hugo de Schepper (90), Nederlands hoogleraar[169]

### 30 december
- John Capodice (83), Amerikaans acteur[170]
- Joe Grech (90), Maltees zanger[171]
- Jan van Heukelum (81), Nederlands politicus[172]
- Patrick Joseph Hill (80), Noord-Iers onschuldig tot levenslang veroordeelde[173]
- Émile Idée (104), Frans wielrenner[174]
- Jamsjiid Bin Abdalla (95), Zanzibariaans (Tanzaniaans) sultan[175]
- Pascal Lainé (82), Frans schrijver[176]
- Peter Leitch (80), Canadees jazzgitarist[177]
- Werner Martignoni (97), Zwitsers politicus[178]
- Meertinus Meijering (91), Duits-Nederlands bioloog en pedagoog[179]
- Liny van Oyen (91), Nederlands televisiepresentatrice[180]
- Gianni Savio (76), Italiaans wielerploegmanager[181]
- Hugo Sotil (75), Peruaans voetballer[182]
- Fraser Stoddart (82),  Brits-Amerikaans scheikundige en Nobelprijswinnaar[183]
- Karel Vuursteen (83), Nederlands ondernemer[184]

### 31 december
- Angelo Amato (86), Italiaans kardinaal[185]
- Nader Fergany (80), Egyptisch socioloog en econoom[186]
- Arnold Rüütel (96), president van Estland[187]
- Elizabeth Schmitz (86), Nederlands politica[188]
- Johnnie Walker (Peter Waters Dingley) (79), Brits radiodiskjockey en presentator[189]
- Jocelyn Wildenstein (79), Zwitsers-Amerikaans socialite[190]

### Datum onbekend
- Henze Boekhout (77), Nederlands kunstenaar en fotograaf[191]
- John Erwin (88), Amerikaans (stem)acteur[192]
- Luciano Gattinoni (81), Italiaans wetenschapper en arts[193]
- Mazen al-Hamada (47), Syrisch activist[194]
- Maria Jonas, Duits operazangeres[195]
- Bart Lensink (99), Nederlands dierentuindirecteur en zoöloog[196]
- Theo Meeuwsen (86), Nederlands voetballer[197]
- Jānis Timma (32), Lets basketbalspeler[198]
- Gijs Versluys (88), Nederlands filmproducent[199]

januari· februari· maart· april· mei· juni· juli· augustus· september· oktober· november· december
1900 ·
1901 ·
1902 ·
1903 ·
1904 ·
1905 ·
1906 ·
1907 ·
1908 ·
1909 ·
1910 ·
1911 ·
1912 ·
1913 ·
1914 ·
1915 ·
1916 ·
1917 ·
1918 ·
1919 ·
1920 ·
1921 ·
1922 ·
1923 ·
1924 ·
1925 ·
1926 ·
1927 ·
1928 ·
1929 ·
1930 ·
1931 ·
1932 ·
1933 ·
1934 ·
1935 ·
1936 ·
1937 ·
1938 ·
1939 ·
1940 ·
1941 ·
1942 ·
1943 ·
1944 ·
1945 ·
1946 ·
1947 ·
1948 ·
1949 ·
1950 ·
1951 ·
1952 ·
1953 ·
1954 ·
1955 ·
1956 ·
1957 ·
1958 ·
1959 ·
1960 ·
1961 ·
1962 ·
1963 ·
1964 ·
1965 ·
1966 ·
1967 ·
1968 ·
1969 ·
1970 ·
1971 ·
1972 ·
1973 ·
1974 ·
1975 ·
1976 ·
1977 ·
1978 ·
1979 ·
1980 ·
1981 ·
1982 ·
1983 ·
1984 ·
1985 ·
1986 ·
1987 ·
1988 ·
1989 ·
1990 ·
1991 ·
1992 ·
1993 ·
1994 ·
1995 ·
1996 ·
1997 ·
1998 ·
1999 ·
2000 ·
2001 ·
2002 ·
2003 ·
2004 ·
2005 ·
2006 ·
2007 ·
2008 ·
2009 ·
2010 ·
2011 ·
2012 ·
2013 ·
2014 ·
2015 ·
2016 ·
2017 ·
2018 ·
2019 ·
2020 ·
2021 ·
2022 ·
2023 ·
2024 ·
2025